# Dragons de Dragon Ball
 (février 2025).
Si vous disposez d'ouvrages ou d'articles de référence ou si vous connaissez des sites web de qualité traitant du thème abordé ici, merci de compléter l'article en donnant les références utiles à sa vérifiabilité et en les liant à la section « Notes et références ».
Cet article présente la liste alphabétique des dragons de Dragon Ball.
- Haut – A
- B
- C
- D
- E
- F
- G
- H
- I
- J
- K
- L
- M
- N
- O
- P
- Q
- R
- S
- T
- U
- V
- W
- X
- Y
- Z

## C

### Chi Shenron
Chi Shenron (七星龍, Chī Shinron) (chinois : 七星龍 ; pinyin : Qī xīng lóng ; litt. « Dragon à sept étoiles ») est un des sept dragons maléfiques dans l'anime Dragon Ball GT. Il est né de la Dragon Ball à sept étoiles (lorsque Bulma demanda de ressusciter les personnes mortes le jour du 25e Tenkaichi Budokai sauf les criminels) et maîtrise les éléments naturels. Il a le pouvoir d'absorber les êtres vivants, et ainsi copier leurs pouvoirs. Lors de sa première apparition, Chi Shenron a absorbé une taupe, et creuse des galeries sous les villes afin de provoquer des séismes. Il se fait facilement battre par Son Goku en Super Saiyan 4. Il absorbe alors Pan, et pris le dessus sur Son Goku. Mais en voulant le narguer, Chi Shenron laissa apparaître Pan à travers son ventre, ce qui permit à Son Goku de la libérer. Chi Shenron retrouve alors sa forme de base, et Son Goku l'achève facilement avec un Kamé Hamé Ha.
Formes
Chi Shenron possède trois différentes formes :
- Sa première forme : c'est une toute petite créature, de couleur brune et ressemblant à un petit cochon.
- Sa deuxième forme : il l'obtient après avoir absorbé une taupe. Sous cette forme, il a une taille géante et est de couleur violette. C'est sous cette forme qu'il apparaît la première fois dans l'anime.
- Sa troisième forme : après avoir absorbé Pan. Cette forme ressemble à un mélange entre sa deuxième forme et un dragon.

## D

### Dragons maléfiques
Les dragons maléfiques (邪悪龍, Jaakuryū) sont les ennemis de la dernière saga de Dragon Ball GT.
Ils sont nés de l'énergie négative dite « Minus » des Dragon Balls. En effet, à chaque fois qu'un vœu est fait, cette énergie s'accumule dans les boules. Ce n'est pas censé représenter un tel danger si les Dragon Balls sont utilisées une fois tous les 100 ans, mais Son Goku et ses amis les ont sur-utilisées, provoquant par ailleurs l'invasion d'énergie négative dans les Dragon Balls et de craquelures sur celles-ci. L'énergie négative sort par les craquelures et forme chacune des dragons, qui dévastent la Terre. La solution pour les arrêter est de les éliminer afin de récupérer la Dragon Ball cassée incrustée sur le front de chacun des dragons.
| Étoiles | Nom chinois     | Approximation japonaise | Nom français | Spécialité       |
| ------- | --------------- | ----------------------- | ------------ | ---------------- |
| Une     | Yi Xing Long    | Ishinron                | Li Shenron   | Toutes           |
| Deux    | Liang Xing Long | Ryanshinron             | Ryan Shenron | Pollution        |
| Trois   | San Xing Long   | Sanshinron              | San Shenron  | Glace            |
| Quatre  | Si Xing Long    | Suushinron              | Suu Shenron  | Feu              |
| Cinq    | Wu Xing Long    | Uushinron               | Uu Shenron   | Électricité      |
| Six     | Liu Xing Long   | Ryuushinron             | Ryu Shenron  | Vent             |
| Sept    | Qi Xing Long    | Chiishinron             | Chi Shenron  | Nature (animaux) |

### Dragon rouge
Le dragon rouge (究極神龍, Kyūkyoku Shenlong) apparait au début de l'anime Dragon Ball GT. Malgré le fait qu'il soit plus massif, il ressemble beaucoup à Shenron, il est de couleur rouge et est issu des sept Dragon Balls aux étoiles noires. Il serait le Shenron créé par le premier dieu de la Terre. C'est lui qui fait redevenir Son Goku à la taille d'un enfant grâce au vœu de Pilaf, alors que ce n'était pas le réel objectif de celui-ci, mais plutôt de devenir le maître du monde. Un objectif qu'il essaye d'atteindre depuis l'enfance de Son Goku, mais sans succès depuis. Il apparaît également lorsque Baby l'invoque pour recréer sa planète d'origine. Au début du premier arc, le Kaïo du Nord leur apprend que si ces Dragon Balls ne sont pas réunis, au maximum un an après le dernier vœu formulé sur la dernière planète ou le dragon a été invoqué, cette dernière sera détruite.

## L

### Li Shenron
Li Shenron (一星龍, Īshinron) (chinois : 一星龍 ; pinyin : Yī xīng lóng ; litt. « Dragon à une étoile »), doublé par Hidekatsu Shibata en japonais et Lionel Melet en français, est le septième et dernier Dragon maléfique de l'anime Dragon Ball GT. Il est né de la Dragon Ball à une étoile (lorsque Mister Popo demanda de ressusciter les personnes que Freezer et ses hommes ont tuées sur Namek), et absorbe les six autres afin d'atteindre sa forme ultime.
Il est plus puissant que Son Goku ou Vegeta en Super Saiyan 4. Cependant, il ne tient pas la comparaison face à la fusion des deux, à savoir Gogeta, qui aurait pu facilement le vaincre mais a préféré s'amuser, et a donc perdu du temps (la fusion est temporaire et ne dure que 10 minutes en Super Saiyan 4), ce qui est un trait commun avec Gotenks. Il a donc fallu que Son Goku pratique un Genki Dama faisant appel à la force de tous les habitants de l'univers pour en venir enfin à bout.
Li Shenron est puissant et dévastateur. Son caractère peut être comparé à celui de Cell. Ses techniques spéciales sont la Tornade du Dragon (l'attaque de Uu Shenron), un rayon destructeur non nommé, lancé avec son doigt, et la formation d'une gigantesque boule d'énergie négative.
Il apparaît dans les jeux vidéo :
- 2004 : Dragon Ball Z: Budokai 3
- 2006 : Dragon Ball Z: Budokai Tenkaichi 2
- 2007 : Dragon Ball Z: Budokai Tenkaichi 3
- 2008 : Dragon Ball Z: Infinite World
- 2011 : Dragon Ball Z: Ultimate Tenkaichi
- 2015 : Dragon Ball Xenoverse
- 2015 : Dragon Ball Z: Dokkan Battle
- 2016 : Dragon Ball Xenoverse 2
- 2024 : Dragon Ball: Sparking! Zero

## R

### Ryan Shenron
Ryan Shenron (二星龍, Ryan Shinron) (chinois : 二星龍 ; pinyin : Èr xīng lóng ; litt. « Dragon à deux étoiles ») est un des sept dragons maléfiques. Il est né de la Dragon Ball à deux étoiles (lorsque Son Goku ressuscite le père d'Upa tué par Tao Pai Pai) et maîtrise la pollution, ce qui lui permet d'affaiblir ses adversaires. Une fois l'effet dissipé, il est facilement détruit par un Kamé Hamé Ha combiné de Son Goku et Pan.

### Ryu Shenron
Ryu Shenron (六星龍, Ryu Shinron) (chinois : 六星龍 ; pinyin : Liù xīng lóng ; litt. « Dragon à six étoiles ») est un des sept dragons maléfiques. Il est né de la Dragon Ball à six étoiles (lorsque Oolong a souhaité avoir une culotte, première chose qui lui est passée par la tête pour empêcher Pilaf d'être le maître du monde). Il maîtrise les mouvements de l'air, ce qui lui permet de créer de puissantes rafales de vent ou encore un "bouclier d'air" impénétrable autour de lui. Ce pouvoir le rend très difficile à atteindre, son principal point faible étant le sommet de sa tête, attaquable à la verticale (Pan l'attaque depuis cette position, ce qui l'affaiblit et permet à Son Goku de l'achever). Son Goku et Pan arrivent dans un village où une certaine "Princesse Oto" fait pleuvoir des poissons, ce qui est une aubaine pour les affaires des pêcheurs locaux. Son Goku se bat alors contre la princesse, qui révèle sa véritable forme, et qui s'avère en fait être Ryu Shenron. Il est vaincu par le Kamé Hamé Ha X10 de Son Goku.
Formes
- Princesse : c'est comme ça qu'on le voit la première fois. Comme son nom l'indique, il a l'apparence d'une belle princesse, avec de longs cheveux bleus et une robe turquoise.
- Dragon : sa véritable forme. Il pourrait s'apparenter à une espèce de gargouille.

## S

### San Shenron
San Shenron (三星龍, San Shinron) (chinois : 三星龍 ; pinyin : Sān xīng lóng ; litt. « Dragon à trois étoiles »), doublé par Shiozawa Kaneto en japonais, est un des sept dragons maléfiques dans l'anime Dragon Ball GT. Il est né de la Dragon Ball à trois étoiles (lorsque Son Goku a souhaité que Boo soit effacé des mémoires des gens) et maîtrise la glace.
Il maîtrise la glace, contrairement à son grand frère et rival Suu Shenron qui maîtrise le feu. Il affronte Son Goku avant d'être tué par ce dernier à l'aide du Ryū-ken.
Il essaie de mâcher le travail pour son grand frère en glaçant Goku, mais, par principe, Suu Shenron hésite à achever Son Goku.
Contrairement à son grand frère, il est fourbe, lâche et seule la victoire compte pour lui. Ainsi, sa technique consiste à glacer Goku de la tête aux pieds pour le paralyser. San Shenron peut voler rapidement grâce à ses ailes ; en revanche, au sol, il se déplace plus lentement à cause de la forme particulière de ses pieds.
San Shenron n'apparait pas dans Dragon Ball Z: Budokai Tenkaichi 3 mais un costume alternatif de Suu Shenron fait penser à lui (ce n'est pas lui car il utilise les attaques de feu caractéristiques de Suu Shenron). Il apparaitra finalement dans le jeu Dragon Ball Xenoverse 2 sous le nom d'Eis Shenron.

### Super Shenron
Super Shenron (超神龍, Sūpā Shenron) est un dragon sacré apparaissant dans Dragon Ball Super. Il est invoqué lorsque les Super Dragon Balls sont réunies, et permet d'excaucer un souhait, même le plus irréalisable. C'est un immense dragon doré avec des yeux rouges. Super Shenron apparaîtra à quatre reprises : une première fois lorsque Beerus demandera de recréer la Terre de l'Univers 6. La seconde et troisième fois, Zamasu demandera à être immortel, puis d'échanger son corps avec Son Goku. Sa dernière apparition sera à la fin du Tournoi du Pouvoir, où C-17 dira de ressusciter tous les Univers et participants au Tournoi. Une fois le vœu réalisé, les Super Dragon Balls s'éparpillent entre les Univers 6 et 7.

### Suu Shenron
Suu Shenron (四星龍, Sū Shinron) (chinois : 四星龍 ; pinyin : Sì xīng lóng ; litt. « Dragon à quatre étoiles »), doublé par Ken Yamaguchi en japonais, est un des sept dragons maléfiques dans l'anime Dragon Ball GT. Il est né de la Dragon Ball à quatre étoiles (lorsque le démon Piccolo demanda à rajeunir) et maîtrise le pouvoir du soleil.
Sa première forme est équipée d'une "armure" de lave qui enveloppe son corps. Bien qu'étant maléfique à la base, Suu Shenron a des principes : il ne tue pas les femmes et les enfants innocents, ce qui lui vaudra le respect de Goku. Suu Shenron est tué par Li Shenron de manière traître et lâche après son combat contre son frère jumeau (et rival) San Shenron.
Suu Shenron est, « étonnamment », très respectueux et loyal, contrairement à son petit frère. Il peut voler à une vitesse prodigieuse grâce à ses ailes, et ainsi foncer sur son adversaire. Ses coups de poing et de pied sont à double effet, car la température du corps de Suu Shenron est très élevée, brûlant ainsi l'ennemi. Son Goku devra se transformer en Super Saiyan 4 afin de ne plus sentir la chaleur. Son Kikoha principal est le Burst Attack, une sorte de Kamé Hamé Ha de feu. Son Kikoha ultime est le Burning Spin : il s'entoure lui et son ennemi d'une gigantesque tornade de feu avant de la faire exploser. Suu Shenron avait prévu de s'en échapper avant de la faire exploser sur Li Shenron, mais ce dernier trouva une parade qui fit succomber Suu Shenron à sa place.
Le premier jeu dans lequel Suu Shenron apparaît, sous le nom de Nuova Shenron, est Dragon Ball Z: Budokai Tenkaichi 3. Il dispose d'un costume alternatif blanc argenté, pouvant rappeler son petit frère San Shenron.

## T

### Toronbo
Toronbo (トロンボ, Toronbo) est le dragon sacré de la planète Céréal. Il est apparu exclusivement dans le manga Dragon Ball Super. Sa particularité est d'avoir une peau de couleur bleue clair, par opposition au vert de Shenron ou Polunga. Une autre chose intéressante à observer est qu'il est invoqué avec seulement deux Dragon Balls. 
Il est capable de réaliser des vœux certainement impossibles à accomplir par les autres dragons sacrés, comme faire de Granolah le plus puissant guerrier de l'Univers 7, mais demande en échange d'énormes contreparties (dans ce cas-là, raccourcir la vie de Granola). Par la suite, Elec demandera à son tour à Toronbo de faire de Gas le guerrier le plus fort de l'univers.

## U

### Uu Shenron
Uu Shenron (五星龍, Ū Shinron) (chinois : 五星龍 ; pinyin : Wǔ xīng lóng ; litt. « Dragon à cinq étoiles ») est un des sept dragons maléfiques dans l'anime Dragon Ball GT. Il est né de la Dragon Ball à cinq étoiles (lorsque Kamé Sennin demanda de ressusciter Son Goku pour combattre Nappa et Vegeta) et maîtrise l'électricité. Sa taille de base est réduite (environ un mètre de haut) mais il contrôle une sorte de substance gélatineuse rouge qui absorbe l'électricité et peut le faire grandir jusqu'à une taille démesurée (approximativement celle d'une colline) ; sous cette forme, il peut électrocuter ses adversaires et leur résister en absorbant l'énergie de leurs attaques. Malheureusement pour lui, la pluie tombe, il est alors très affaibli et retrouve sa taille normale. Étant quasiment inconscient au sol, Son Goku l'achève d'un simple Kikoha.

## Z

### Zarama
Zarama () est un dragon seulement évoqué à ce jour dans la série Dragon Ball Super. C'est le créateur des Super Dragon Balls, qui font la taille d'une planète. Ces Super Dragon Balls sont capables de réaliser n'importer quel souhait, même le plus irréalisable.